# Groupe Salafiste pour la Prédication et le Combat
De Groupe Salafiste pour la Prédication et le Combat (GSPC) (Frans voor: Salafistengroep voor prediking en gevecht) (Arabisch: الجماعة السلفية للدعوة والقتال al-Jamā‘ah as-Salafiyyah lid-Da‘wah wal-Qiṭāl) is een Algerijnse islamitische guerrillagroepering, die tot doel heeft het Algerijnse regime omver te werpen en Algerije tot een islamitische staat te maken.
De groep hangt de Salafijja-stroming binnen de islam aan. In 2006 sloot de GSPC zich aan bij het wereldwijde terroristennetwerk van Al Qaida en veranderde haar naam toen in "Al Qaida in de Islamitische Maghreb" (AQIM).

## Afsplitsing van deGroupe Islamique Armé
De GSPC werd in 1998 opgericht door Hassan Hattab, een voormalig lid van de Groupe Islamique Armé (GIA). DE GSPC scheidde zich af van de GIA omdat zij het niet eens was met de door de GIA gepleegde massamoorden op burgers. Na Hattab nam Nabil Sahraoui de leiding over van Hattab, Sahraoui kwam in juni 2004 om tijdens een gevecht met het Algerijnse leger en politie. Sinds 2004 is de leiding in handen van Abu Musab Abdel Wadoud (geboren in 1970), hij is ook bekend onder de naam Abdelmalek Droukdal. De GSPC was in de beginjaren vooral actief in de periferie van de Kabylië, een bergachtig gebied in het noorden van Algerije. De groep heeft zich schuldig gemaakt aan aanslagen op het Algerijnse leger, de Algerijnse politie en - autoriteiten. Ook ontvoerde de groep Westerse toeristen voor losgeld. Vanaf 2003 zijn ook burgers steeds vaker het slachtoffer van de GSPC. De GSPC hangt onder andere het gedachtegoed van Sayid Qutb (1906-1966) aan. Qutb was een Egyptische revolutionair die de internationale Jihad uitriep en geweld tegen Westerse burgers goedkeurde. Qutb's ideeën zijn beschreven in zijn boek Milestones uit 1965.

## Aansluiting bij Al Qaida
In 2003 zei de GSPC de terroristische activiteiten van Al Qaida te steunen. In september 2006 heeft de GSPC zich aangesloten bij het wereldwijde terroristennetwerk van Al Qaida, in januari 2007 veranderde de groep haar naam in 'Al Qaida in de Islamitische Maghreb' (AQIM). Of de AQIM en Al Qaida daadwerkelijk samenwerken, is niet met zekerheid bekend wel is het aantal door AQIM uitgevoerde aanslagen sinds eind 2006 sterk toegenomen. De huidige AQIM is actief in Algerije, Tunesië, Marokko, Mali, Mauritanië, Niger en Libië. Cellen van AQIM zijn ook actief in West-Europa, met name in Frankrijk en de Verenigde Staten. Net als de meeste islamitische terroristische organisaties die banden hebben met Al Qaida kent AQIM in het land van herkomst een hiërarchische structuur, de regionale groepen heten katibats. Buiten Algerije kent AQIM een celstructuur. Geschat wordt dat het huidige AQIM zo'n 4000 leden heeft.